# Zhang Ran
Zhang Ran (chinesisch 张冉, Pinyin Zhāng Rǎn; * 12. Dezember 1981 in Taiyuan, Provinz Shanxi, Volksrepublik China) ist ein chinesischer Schriftsteller.

## Leben
Zhang Ran machte im Jahr 2004 seinen Abschluss in Computerwissenschaften an der Jiaotong-Universität in Beijing. Nach einem kurzen Abstecher in die IT-Industrie schlug Zhang Ran eine Karriere als Reporter und Nachrichtenanalyst bei Economic Daily und China Economic Net ein, während dieser Zeit gewannen seine Nachrichtenkommentare einen China News Award. Seine Geschichten haben mehrere goldene und silberne Nebula Awards gewonnen sowie drei Galaxy Awards für die beste Novelette. Zhang Ran betreibt ein Café und schreibt in seiner Freizeit.

## Bibliographie (Auswahl)
- Ether; Originaltitel 以太 (Pinyin yǐtài) [„Äther“]; veröffentlicht im Jahr 2012 in Science Fiction World; veröffentlicht im Januar 2015 im Clarkesworld Magazin[2]; ausgezeichnet mit dem Galaxy Award 2012[3][4]
- 起风之城, qǐ fēng zhī chéng [„Die windige Stadt“], ausgezeichnet mit dem Galaxy Award 2013[3][4]
- 大饥之年, dà jī zhī nián [„Jahr der großen Hungersnot“], ausgezeichnet mit dem Galaxy Award 2014[3][4]
- Der Schnee von Jinyang; Originaltitel 晋阳三尺雪 (Pinyin Jìnyáng sān chǐ xuě „Drei Fuß Schnee in Jinyang“); veröffentlicht im Januar 2014 in New Science Fiction; auf Deutsch erschienen in der Anthologie Zerbrochene Sterne, ISBN 978-3-453-32058-1
- An Age of Ice; veröffentlicht am 10. Januar 2016 in Southern Weekly; veröffentlicht im Juli 2017 im Clarkesworld Magazin[2]
- Master Zhao: The Tale of an Ordinary Time Traveler; veröffentlicht im Dezember 2018 im Clarkesworld Magazin[2]